# 松本梨菜
松本 梨菜（まつもとりな、1998年4月7日 - ）は、日本の女優、ダンサー、振付師。本名同じ。東京都大田区出身。元セントラルプロダクショングループセントラル子供タレント所属。現在はフリーランス。
2歳から芸能活動を始め、その演技力が高く評価され休業するまで売れっ子子役として活躍する。その活動の傍ら、様々なジャンルのダンスを学ぶ。
学業に専念するため、2010年にセントラルプロダクショングループセントラル子供タレントを退所。芸能活動を休止する。
2019年頃より、青山学院大学に通いながら、ダンサーとしての露出を中心に、再び芸能活動を再開。
現在はフリーランスで、舞台への出演を中心に、女優、ダンサー、振付師として活動。
振付は主にFiDZ等アイドルグループを担当。
元PASSPO☆で振付師の槙田紗子のアシスタントとしてHey!Mommy!、夢みるアドレセンス等へのダンス指導も行なっている。
2022年7月29日の『役者歌』により初のライブ出演。
また、同年12月7日の『VOICES vol.6』により初のオリジナル曲『Aspiration』を初披露。

## 出演

### テレビドラマ
- 世にも奇妙な物語（2002年、フジテレビ）山田一平の娘 役
- 薔薇の十字架（2002年、フジテレビ） - 木村リナ役
- 火曜サスペンス劇場 生死不明（2003年1月28日、日本テレビ） - 綾 役
- Dr.コトー診療所（2003年、フジテレビ） - 山下桃子 役 レギュラー
- 土曜ワイド劇場 事件記者冴子の殺人スクープ4（2003年11月1日、テレビ朝日） - 冴子（幼少） 役
- 愛の劇場 コスメの魔法（2004年、TBS） - 佐野真紀 役
- 土曜ワイド劇場 フリー女子アナの殺人リポート（2004年4月17日、テレビ朝日） - 島村咲 役
- 電池が切れるまで（2004年、テレビ朝日） - 秋葉朋子 役
- 金曜エンタテイメント 家裁判事伊奈守草介の事件日誌（2004年5月21日、フジテレビ）
- 土曜ワイド劇場 はみだし弁護士・巽志郎8（2004年6月19日、テレビ朝日） - 浅野香織 役
- 女と愛とミステリー 特捜刑事・遠山怜子2（2004年10月20日、テレビ東京） - 加瀬由美 役
- Dr.コトー診療所2004（2004年、フジテレビ） - 山下桃子 役  レギュラー
- 魔法戦隊マジレンジャー 第1回（2005年2月13日、テレビ朝日） - りな 役
- 日曜劇場 あいくるしい（2005年、TBS） - 真柴唄 役 レギュラー
- 1リットルの涙（2005年、フジテレビ） - 田代優花 役
- NHK大河ドラマ 功名が辻（2006年、NHK総合） - 初姫 役
- プリマダム（2006年、日本テレビ） - 病院の女の子 役
- あなたの涙そうそう（2006年9月29日、TBS） - 沙世子 役
- Dr.コトー診療所2006（2006年、フジテレビ） - 山下桃子 役  レギュラー
- オトコの子育て 第2話・第3話（2007年、テレビ朝日） - さやか 役
- 未来講師めぐる（2008年、テレビ朝日） - 雪子 役
- モンスターペアレント 第8話（2008年8月19日、フジテレビ） - 三浦由香 役
- 必殺仕事人2009（2009年2月13日、テレビ朝日） - お千代 役
- ROMES/空港防御システム（2009年11月、NHK総合）

### 映画
- 穴 −夢穴-（2004年7月10日、麻生学監督） - 野村京子 役
- MAKOTO（2005年2月19日、松竹） - 野田春菜 役
- サウスバウンド（2007年10月6日、森田芳光監督） - 上原桃子 役
- 侍戦隊シンケンジャー 銀幕版 天下分け目の戦（2009年8月8日、中澤祥次郎監督） - 姉 役
- バウムクーヘン（2020年、田中健詞監督） - 恩田麻美 役

### 舞台

#### 2019年
- 「Reason Why vol.2」（8月11〜12日、吉祥寺シアター） - ダンサー出演
- 「DESIRE OF LIFE」（9月7日、鎌ヶ谷きらりホール） - ダンサー出演
- 「1オンスの悪魔」（11月22日〜24日、赤坂CHANAEシアター） - ダンサー出演

#### 2020年
- たやのりょう一座「ストリッパー物語」（2月19日〜26日、浅草木馬亭） - ダンサー出演
- たやのりょう一座　怪盗☆ドラゴンカンパニーvol.1「イサヤ島の王女と神の右腕」（10月15〜18日、CBGKシブゲキ!!） - ダンサー・島人役

#### 2021年
- たやのりょう一座「あゝ涙乃橋商店街」（4月21日〜28日、浅草木馬亭） - サチ役・ダンサー
- たやのりょう一座「飛龍伝」（7月28日〜8月1日、東京芸術劇場） - ダンサー出演(公演中止)
- 大阪限定公演「タクラマカン」（10月8日〜10日、ドーンセンター） - ヤン役

#### 2022年
- たやのりょう一座　怪盗☆ドラゴンカンパニーvol.2「グレイン島のレジスタンスと禁断の果実」（1月19日〜23日、CBGKシブゲキ!!） - キヌア役・ダンサー
- フライドBALL企画vol.49「童話革命」(3月2日～6日、 新宿THEATER BRATS)  - 赤ずきん役
- 「SHOPPING MOLE2022」(6月1日～6月5日、 新宿THEATER BRATS)  - ヤン・リーホン役
- たやのりょう一座  「虚構の森でハローハロー」(8月24日～8月28日、 六本木トリコロールシアター)  - ハレハレ役・ダンサー
- パフォーマンス プラス ピエロ「黄昏の光」(9月7日～11日、 中目黒キンケロ・シアター) - 時田管菜役
- 「黄泉の国でも愛してる」（11月9日～13日、中野 ザ･ポケット) - トト役
- 「魔女エステリーゼの事件簿」 狼と兎編(11月23日～27日、萬劇場)- スーザン役
- たやのりょう一座「飛龍伝」（12月20日〜21日、紀伊國屋ホール） - ダンサー出演

#### 2023年
- 二人芝居　ふたりよがり（1月29日、池袋西口GEKIBA）- 女（お母さん）役
- 劇団バルスキッチン「産声フォーユー」（2月22日〜2月26日、バルスタジオ）- 日野凛役
- 朗読劇「散りて尚、」　（3月8日〜3月12日、劇場MOMO）- ミツキ役
- 流星レトリック「plumage 舞」（4月14日〜4月23日、サンモールスタジオ）- 島本絵里奈役　八坂美麗役
- 劇団ココア「INNOCENT GARDEN」（5月17日〜5月21日、「劇」小劇場）- リーザ役
- たやのりょう一座「亡霊島と永遠の鍵」（8月5日〜8月6日、大阪ABCホール）- ゲンノショウコ役
- 劇団ココア「魔女エステリーゼの事件簿」姫と魔笛編（9月14日〜9月18日、「劇」小劇場）- エフィ・ライアン役
- 朗読劇「クラスメイトは人工知能」（12月7日〜12月10日、カフェ&バー木星劇場）- シャッフルによるALLキャスト

#### 2024年
- Actoring Be「僕らの星」（1月18日〜1月21日、千本桜ホール）- 大田陽結
- 劇団ココア「魔女エステリーゼの事件簿」花嫁と悪魔編（3月13日〜3月17日、劇場MOMO）- セシリア役
- 朗読劇「探偵は猫である　第１章」（6月4日）-猫・奏役
- 東出有貴プロデュース「THE GUARDIAN」（7月18日〜7月21日、すみだパークシアター倉）- アンナ＝フィード
- 劇団ココア「魔女エステリーゼの事件簿」巫女と童編（8月21日〜8月25日、「劇」小劇場）- セシリア役
- Superb Sick Squad「Spirit Seek Story」（10月2日〜10月6日、萬劇場）- リリ役
- 劇団ココア「魔女エステリーゼの事件簿」姫と魔笛編（11月6日〜11月10日、ザ・ポケット）- セシリア役

#### 2025年
- 男澤企画「ラブレター」（1月9日〜1月13日、ウッディシアター中目黒）- 芙美役
- 朗読劇「Shining ray」- KEI役　「魔法探偵」- モリヤ役（1月19日、MERRY-GO-ROUND）

### ライブ
- 即興コントステージ（2022年2月13日・4月3日、四谷三丁目ドリームシアター)

- 役者歌（2022年7月29日、渋谷NOSTYLE）
- 赤坂 Music Lunch Vol.3（2022年9月24日、アプロ赤坂）
- 役者歌 Vol.3（2022年9月30日、渋谷NOSTYLE）
- Window of the mind vol.7  (2022年10月19日、カフェ・トリオンプ）
- ある夜のララバイ（2022年12月1日、Cwave）
- VOICES Vol.6（2022年12月7日、五反田G2）
- 赤坂 Music Lunch Vol.6（2022年12月24日、アプロ赤坂）
- あやなかじまの夜(2022年12月28日、ときわ台Cave)
- Music on ANUENUE(2023年1月6日、下北沢ろくでもない夜)
- くりおん！2023夜(2023年1月9日、中野TKJシアター)
- 役者歌 Vol.6（2023年1月13日、渋谷NOSTYLE）

### バラエティ
- スーパーニュース「独占！売れっ子子役密着取材」
- フジテレビ 人気番組名場面すべて見せます!! がんばった大賞

### CM
- バンダイ アンパンマンのパソコン大好き、アンパンマンのお砂場セット
- P&G ファブリーズ
- パイロットインキ カラオケステージマイク
- ハウス食品 完熟トマトのハヤシライスソース
- マクドナルド ハッピーセットハム太郎大冒険篇
- 日清食品 ラ王
- チューリッヒ保険会社

### プロモーションビデオ
- aiko『蝶々結び』（2003年4月23日）
- THE STAND UP『夜明けの光』（2003年9月3日）

### インターネットドラマ
- 天使急便 Good speed us（2004年） - 岸田ユリエ 役

## モデル

### ビデオパッケージ
- ベネッセ こどもちゃれんじ・ぽけっと
- ベネッセ こどもちゃれんじ・ほっぷ
- ベネッセ こどもちゃれんじ・ミュージックビデオ

### 雑誌
- 小学館 幼稚園
- 小学館 小学一年生
- 学研 ラポム

### その他
- パンフレット
  - マイム 七五三 イメージモデル
- ポスター
  - 浅草ROX イメージモデル
- パッケージ
  - アガツマ アンパンマンお砂場セット
- CDロム
  - 日立ビルシステム